# شهرستان الصلیف
ناحیهٔ الصلیف (به عربی: مدیریة الصلیف) یک ناحیه در یمن است که در استان حدیده واقع شده‌است.
ناحیهٔ الصلیف ۲٬۴۶۵ نفر جمعیت دارد.